# Sakura-sō no pet na kanojo
Sakura-sō no pet na kanojo (さくら荘のペットな彼女? lett. "La ragazza animale domestico del dormitorio Sakura") è una serie di light novel scritta da Hajime Kamoshida e illustrata da Keeji Mizoguchi. Il primo volume è stato pubblicato il 10 gennaio 2010, mentre l'ultimo l'8 marzo 2014, per un totale di tredici volumi pubblicati da ASCII Media Works.
Un adattamento manga, disegnato da Hōki Kusano, ha iniziato ad essere serializzato dal numero di aprile 2011 sulla rivista Dengeki G's Magazine, per poi spostarsi sulla rivista Dengeki G's Comic da quello di maggio 2014 fino alla sua conclusione in quello di luglio 2015. In seguito è stato prodotto anche un drama CD ispirato alla serie, pubblicato il 28 giugno 2012. Nel 2012 lo studio J.C.Staff ha prodotto una serie televisiva anime diretta da Atsuko Ishizuka, le cui trasmissioni sono avvenute dal 9 ottobre 2012 al 26 marzo 2013. Una visual novel sviluppata da Netchubiyori è stata pubblicata da ASCII Media Works il 14 febbraio 2013 per PlayStation Portable e PlayStation Vita.

## Trama
Il dormitorio Sakura è il dormitorio della scuola superiore affiliata con l'università delle Arti Suimei (spesso abbreviata in Suiko). Qui vi risiedono gli studenti più strani e quelli che creano maggiori problemi. Dopo essere stato cacciato dal dormitorio ufficiale per aver dato ospitalità ad un gatto randagio, Sorata Kanda è costretto a trasferirsi al dormitorio Sakura. Come inizia ad abituarsi alla vita nel dormitorio, Mashiro Shiina, una giovane artista di fama mondiale, che però non riesce neppure a gestire le faccende quotidiane, si trasferisce nel dormitorio. Sorata è quindi costretto a diventare il governante di Mashiro. La serie segue le loro vicende quotidiane e lo sviluppo del loro rapporto.

## Personaggi

I personaggi principali (da sinistra): Nanami, Jin, Mashiro, Sorata e Misaki

### Inquilini del dormitorio Sakura
Sorata Kanda (神田 空太?, Kanda Sorata)
Doppiato da: Yoshitsugu Matsuoka
Il protagonista della storia, un ragazzo estremamente serio e riservato. È appassionato di videogiochi, tanto da partecipare a diversi concorsi per programmatori. Inizialmente viveva nel dormitorio regolare, ma si trasferì al Sakura-sō per poter tenere i gatti randagi che raccoglieva per strada. È inizialmente riluttante al compito di accudire Mashiro, ma presto comincerà a provare un enorme affetto per lei, che si tramuterà in amore.
Mashiro Shiina (椎名 ましろ?, Shiina Mashiro)
Doppiata da: Ai Kayano
È una pittrice estremamente abile e famosa, ma si trasferisce dall'Inghilterra al Giappone per diventare una mangaka, esibendo, anche in questo caso, un grande talento. Dotata di straordinaria intelligenza, è tuttavia molto sbadata e incapace di badare a sé stessa da sola, viene affidata a Sorata dalla professoressa Chihiro e inizia a vivere al Sakura-sō. Spesso ha difficoltà ad esprimersi, creando situazioni ambigue e creando conseguenti malintesi negli altri sulla relazione tra lei e Sorata. Sin da subito prende in simpatia Sorata, e prova per lui un grande affetto, considerandolo il punto di riferimento della sua vita.
Nanami Aoyama (青山 七海?, Aoyama Nanami)
Doppiata da: Mariko Nakatsu
Un'amica di infanzia di Sorata, di cui è segretamente innamorata, che insegue il sogno di diventare doppiatrice. Non accettando questa sua scelta, i genitori non le finanziano gli studi e per questa ragione, allo scopo di limitare le spese, si trasferisce al Sakura-sō.
Misaki Kamiigusa (上井草 美咲?, Kamiigusa Misaki)
Doppiata da: Natsumi Takamori
In possesso di un enorme talento nel creare e disegnare anime, si mostra sempre allegra e vivace. È innamorata, sin da piccola, di Jin, che scrive le sceneggiature delle sue creazioni.
Jin Mitaka (三鷹 仁?, Mitaka Jin)
Doppiato da: Takahiro Sakurai
È uno sceneggiatore, seppure non si ritenga ai livelli di abilità di Misaki o Mashiro nei loro campi. Migliore amico di Sorata, ha un certo successo con le donne, (avrà "relazioni" anche con adulte sposate) e mostra un carattere allegro, ma risoluto. È innamorato di Misaki ma si sente inferiore a lei, a causa dell'immenso talento naturale della ragazza nel disegnare anime. Decide quindi di migliorare le sue abilità in modo che lei possa vedere in lui non solo una persona di cui essere innamorata, ma anche una persona importante che può essere suo pari. Adora stuzzicare Sorata, e lo prende spesso in giro.
Ryūnosuke Akasaka (赤坂 龍之介?, Akasaka Ryūnosuke)
Doppiato da: Yui Horie
Un hikikomori dai capelli lunghi, dotato di una spiccata intelligenza e talento dell'informatica. Inizialmente non appare e interagisce con gli altri inquilini del Sakura-sō tramite un'intelligenza artificiale da lui creata, Maid-chan, rimanendo rinchiuso nella sua camera.
Maid-chan (メイド メイドちゃん?, Meido-chan)
Doppiata da: Yui Horie
È un'intelligenza artificiale creata da Ryūnosuke per diventare il suo avatar in rete e interagire con gli altri inquilini del dormitorio senza muoversi dalla propria stanza.
Rita Ainsworth (リタ·エインズワース?, Rita einzuwasu)
Doppiata da: Ayako Kawasumi
È una brava pittrice compagna di stanza di Mashiro all'accademia d'arte da lei frequentata in Inghilterra. Si reca in Giappone per riportare in Inghilterra Mashiro e afferma di aver smesso di dipingere per colpa di quest'ultima. Convinta dai membri del Sakura-sō a non riportare Mashiro in Inghilterra, tornerà più volte e verrà ospitata al dormitorio ad ogni suo soggiorno. È innamorata di Ryūnosuke, anche se quest'ultimo cercherà in ogni modo di sbarazzarsi della ragazza.
Chihiro Sengoku (千石 千尋?, Sengoku Chihiro)
Doppiata da: Megumi Toyoguchi
È una professoressa della Suimei, nonché la responsabile del Sakura-sō. Per essere una professoressa, ha un carattere irresponsabile, cinico, sarcastico, e spesso irritante, oltre ad essere molto pigra e a volte volgare. Diverse volte, però, mostra una certa saggezza che però di rado condivide con gli inquilini del Sakura-sō, a cui comunque tiene molto.
Iori Himemiya (姫宮 伊織?, Imemiya Iori)
Doppiato da: Nobunaga Shimazaki
Uno studente che inizia a vivere al Sakura-sō a partire dall'anno scolastico seguente al diploma di Jin e Misaki. Mostra atteggiamenti da pervertito.
Kanna Hase (長谷 栞奈?, Hase Kanna)
Doppiata da: Haruka Yamazaki
Una studentessa che inizia a vivere al Sakura-sō a partire dall'anno scolastico seguente al diploma di Jin e Misaki. Appare come una ragazza molto seria e composta.

### Studenti dell'istituto Suiko
Yūko Kanda (神田 優子?, Kanda Yūko)
Doppiata da: Yui Ogura
Yūko è la sorella minore di Sorata e alla sua prima apparizione frequenta il terzo anno delle scuole medie, per poi unirsi successivamente all'istituto superiore Suiko. Ha un "complesso del fratello maggiore" per Sorata, ed è molto gelosa di Nanami e Mashiro, che considera sue rivali.
Daichi Miyahara (宮原 大地?, Miyahara Daichi)
Doppiato da: Taishi Murata
Daichi è un compagno di classe di Sorata e Nanami. È innamorato di Nanami. In seguito si dichiarerà a quest'ultima, ma che lo rifiuterà, perché innamorata di Sorata.
Mayu Takasaki (高崎 繭?, Takasaki Mayu)
Doppiata da: Yurika Kubo
Mayu è una compagna di classe di Sorata e Nanami.
Saori Himemiya (姫宮 沙織?, Himemiya Saori)
Doppiata da: Ayumi Fujimura
Saori è una studentessa del terzo anno nel dipartimento musicale, che Misaki chiama affettuosamente "Hauhau", e spesso produce la colonna sonora per gli anime creati da Misaki. Ha una relazione sentimentale con Sōichirō.
Sōichirō Tatebayashi (舘林 総一郎?, Tatebayashi Sōichirō)
Doppiato da: Satoshi Hino
Sōichirō è uno studente del terzo anno e il presidente del consiglio studentesco. Conosce Jin da molto tempo e ha una relazione sentimentale con Saori.
Otoha Nakano (中野 乙羽?, Nakano Otoha)
Doppiata da: Yuka Ōtsubo
Otoha è un personaggio originale apparso nella visual novel dedicata alla serie. È una studentessa del primo anno e frequenta l'istituto Suiko.
Kōichi Shinagawa (品川 孝一?, Shinagawa Kōichi)
Doppiato da: Tomoaki Maeno
Kōichi è un personaggio originale apparso nella visual novel dedicata alla serie. È uno studente del secondo anno e frequenta l'istituto Suiko.

### Altri personaggi
Kazuki Fujisawa (藤沢 和希?, Fujisawa Kazuki)
Doppiato da: Shintarō Asanuma
Inizialmente presentato come uno dei giudici del concorso "Let's Make a Game", Kazuki si rivela essere successivamente uno degli studenti diplomatisi presso l'istituto Suiko e che viveva anche lui al Sakura-sō. Nasconde il fatto che prova dei sentimenti per Chihiro. Sorata lo considera un modello da seguire e Kazuki ammira i suoi sforzi per riuscire a diventare creatore di videogiochi. In seguito Kazuki diventa il maestro di vita di Sorata e gli dà dei consigli per sviluppare un videogioco da presentare ad altri concorsi.
Ayano Iida (飯田 綾乃?, Iida Ayano)
Doppiata da: Masumi Asano
Ayano è l'editor di Mashiro per il suo manga ed è anche amica di Rita.
Fūka Kamiigusa (上井草 風香?, Kamiigusa Fūka)
Doppiata da: Saori Hayami
Fūka è la sorella maggiore di Misaki. È un'amica d'infanzia di Jin e la sua ex-fidanzata.
Koharu Shirayama (白山 小春?, Shirayama Koharu)
Doppiata da: Mikako Takahashi
Koharu è l'insegnante dell'homeroom nella classe di Sorata. Lei e Chihiro si conoscevano già nel periodo in cui frequentavano le superiori.
Padre di Sorata (空太の父?)
Doppiato da: Tōru Ōkawa
Padre di Sorata. Inizialmente si dimostra contrario all'ingresso di Yūko all'istituto Suiko.
Akiko Kanda (神田 明子?, Kanda Akiko)
Doppiata da: Satomi Arai
Madre di Sorata.

## Media

### Light novel
Sakura-sō no pet na kanojo iniziò come serie di light novel scritta da Hajime Kamoshida, con le illustrazioni disegnate da Kēji Mizoguchi. ASCII Media Works ha pubblicato 13 volumi della serie sotto l'etichetta della Dengeki Bunko, di cui 10 della serie principale e tre contenenti collezioni di storie brevi, tra il 10 gennaio 2010 e l'8 marzo 2014.

### Manga
Un adattamento a manga, disegnato da Hōki Kusano, iniziò la serializzazione nel numero di aprile 2011 della rivista Dengeki G's Magazine, edita da ASCII Media Works. Il manga concluse la serializzazione sul numero di maggio 2014 di tale rivista e continuò la pubblicazione sulla rivista Dengeki G's Comic a partire dal numero di giugno 2014 fino alla sua conclusione nel luglio 2015. Il primo volume in formato tankōbon fu pubblicato il 27 ottobre 2011, e otto volumi sono stati pubblicati al 27 giugno 2015. Un'antologia contenente storie in formato yonkoma fu pubblicata il 27 febbraio 2012.

### Anime
Una serie televisiva anime di 24 episodi ispirata alla serie di light novel, prodotta da J.C.Staff e diretta da Atsuko Ishizuka, fu trasmessa in Giappone dal 9 ottobre 2012 al 26 marzo 2013 su Tokyo MX. L'anime traspone gli avvenimenti dei primi 6 volumi della light novel. La prima coppia di sigle è composta da Kimi ga yume o tsuretekita (君が夢を連れてきた?) di Ai Kayano, Mariko Nakatsu e Natsumi Takamori (apertura, ep. 2-12) e Days of Dash di Konomi Suzuki (chiusura, ep. 1-12, 24). Gli altri brani invece sono Yume no tsuzuki (夢の続き?) di Konomi Suzuki (apertura, ep. 13, 15-24), I Call Your Name Again di Mariko Nakatsu (apertura, ep. 14) e Prime Number (Kimi to deaeru hi) (Prime Number ~君と出会える日~?, Prime Number (Kimi to deaeru hi)) di Asuka Ookura (chiusura, ep. 13-23).
I diritti per la pubblicazione nel Nord America sono stati acquisiti da Sentai Filmworks. La serie è stata trasmessa in streaming in simulcasting sul sito di Crunchyroll.

### Visual novel
Una visual novel sviluppata da Netchubiyori è stata pubblicata da ASCII Media Works il 14 febbraio 2013 per PlayStation Portable e PlayStation Vita.

## Riferimenti ad altre serie/ambiti
- Nel primo episodio, quando Sorata entra nella stanza di Mashiro per svegliarla, si può notare che il computer di Mashiro ha un sistema operativo molto simile a Windows 7.
- Nel secondo episodio dell'anime si nota un altro computer: dal sistema operativo sembra un iMac, tuttavia, sul retro del laptop, è assente il simbolo della Apple.
- In più di un episodio della serie anime si vede che Nanami possiede un peluche a forma della Tenori Taigā, la tigre simboleggiante Taiga Aisaka, protagonista di Toradora!, il cui anime è prodotto dallo stesso studio di Sakura-sō no pet na kanojo, J.C.Staff.
- In uno degli episodi della serie, in una scena Misaki ripeterà continuamente delle frasi che ricordano il titolo dell'anime No Game No Life.
- Il gioco che Sakourasou propone al festival culturale della scuola ricorda vagamente l'anime IS (Infinite Stratos). Caso vuole che la descrizione di Misaki del gioco ricordi molto la trama dell'anime stesso e che il pilota dell'enorme mech sia proprio una donna
- Nell'ultimo episodio il nome del gioco a cui sta lavorando Sorata ha un titolo simile al famoso gioco The House of the Dead.

## Accoglienza
Il Mainichi Shimbun ha reso noto nell'aprile 2012 che la serie di light novel ha venduto oltre 850 000 copie.